# Col de Faustin
Le col de Faustin est un col pédestre de la chaîne pyrénéenne situé en France à 2 651 m d'altitude en Ariège (Occitanie).

## Géographie
Situé entre les communes de Bordes-Uchentein et de Seix, à l'altitude de 2 651 m dans le massif du Mont-Valier, le col est le principal passage permettant d'atteindre la cime du mont Valier (2 838 m), emblématique sommet du Couserans, par le sud et depuis la vallée du Riberot et le refuge gardé des Estagnous. Le col sépare sur un axe nord-sud le mont Valier du mont du Petit Valier (également dénommé l'Échine d'Âne).

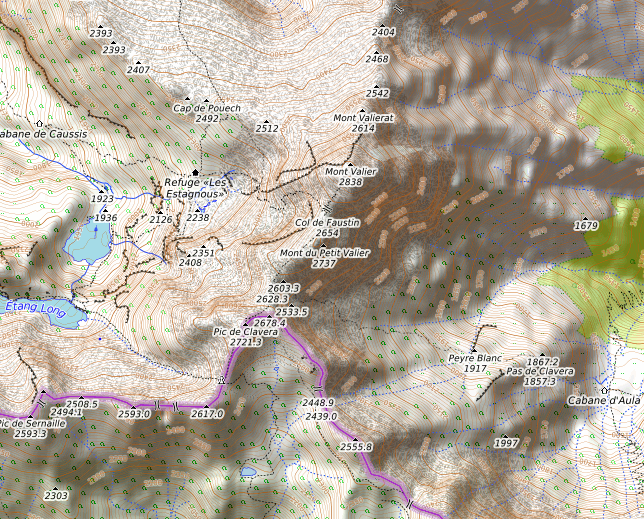
Carte topographique.
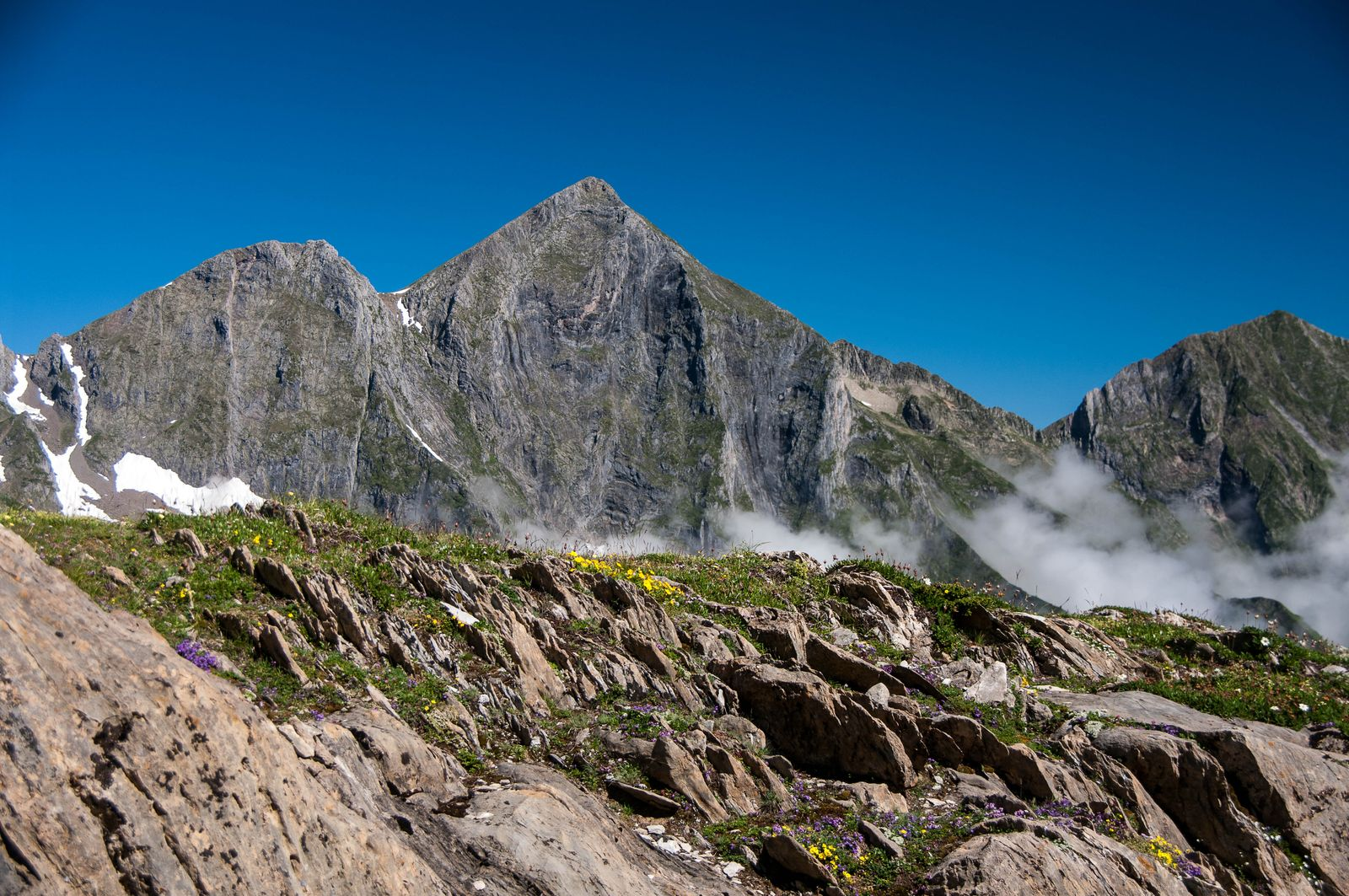
La face est du mont du Petit Valier (à gauche), le mont Valier (au centre) et le col entre les deux.
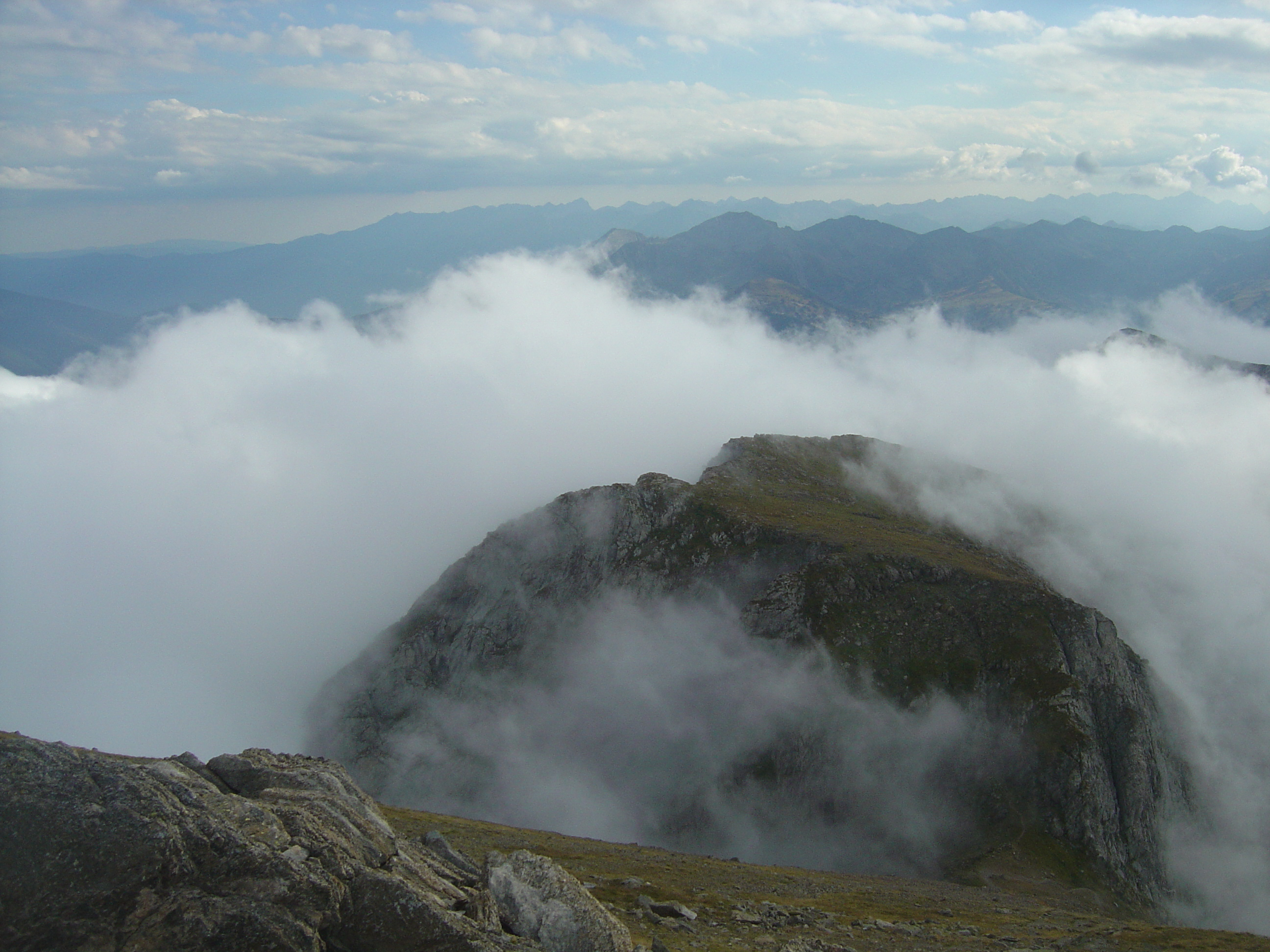
Le col avant le Petit Valier depuis le sommet du Valier.

## Histoire
Le 18 août 2023, Jean-Louis Georgelin (1948-2023), général d'armée, ancien chef d'État-Major des armées et responsable de la reconstruction de la cathédrale Notre-Dame de Paris dès 2019 a été retrouvé mort lors d'une randonnée en contrebas du sentier situé sous le col de Faustin, sur les pentes du mont Valier,. L'alerte avait été donnée par le gardien du refuge des Estagnous. Les investigations ont établi que le décès était consécutif à une chute importante lors de la descente au niveau d’un passage rocheux particulièrement raide.
Déjà en août 2001, une randonneuse de 27 ans, Sophie Gandubert, avait trouvé la mort en contrebas du glacier d'Arcouzan. Une stèle sous forme poétique lui rend hommage au col.